# Enzo Cosimi
Enzo Cosimi (né le 12 février 1958 à Rome) est un chorégraphe italien.

## Biographie
Formé à Rome, chez Maurice Béjart à l'école Mudra et chez Merce Cunningham, il fonde sa compagnie en 1982. Avec le Canadien Richie Hawtin, il crée 9.20 pour la cérémonie d'ouverture des Jeux olympiques d'hiver de 2006 à Turin.
Il a collaboré à plusieurs reprises avec le compositeur Pierluigi Castellano.